# Microsporum canis

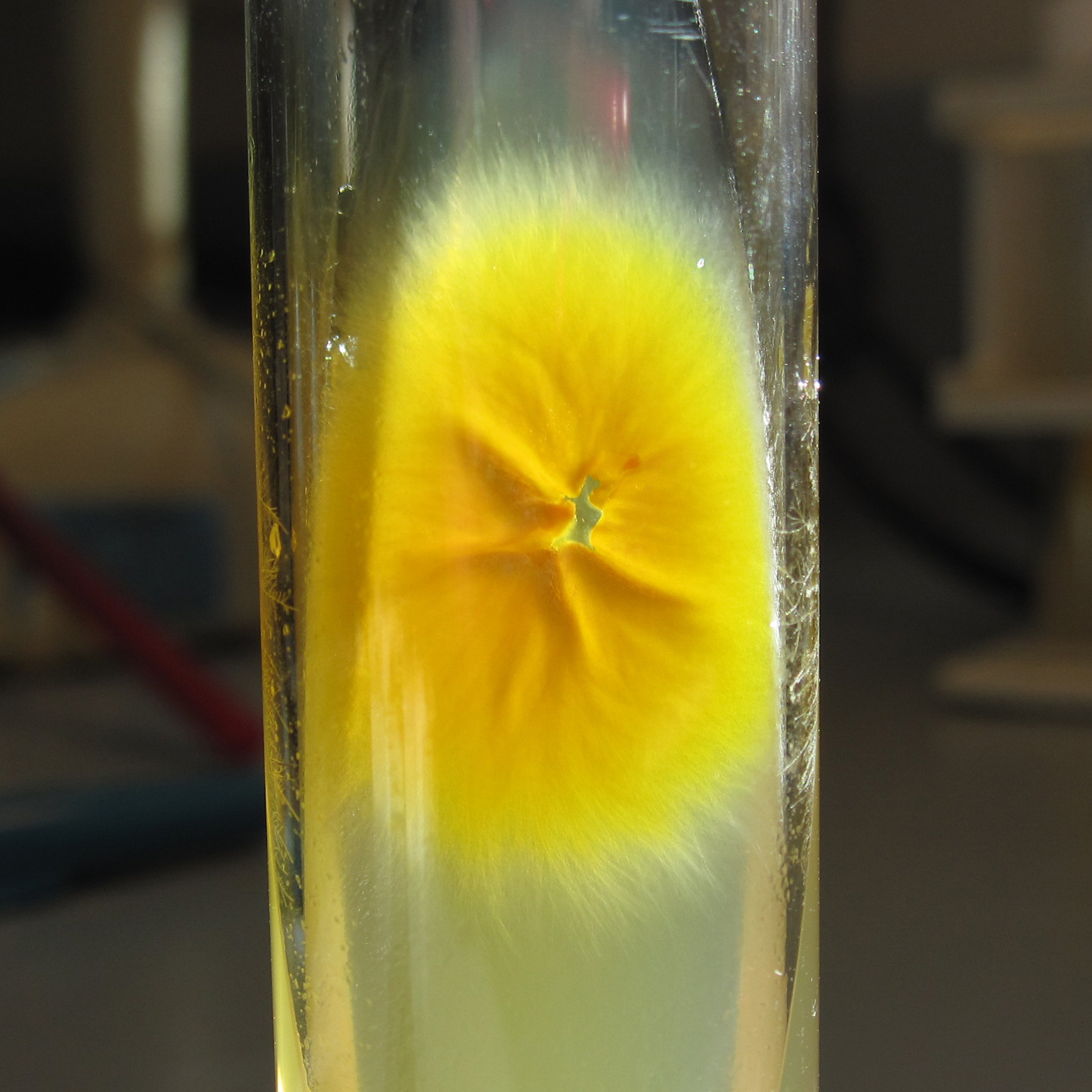
Microsporum canis op een voedingsbodem van aangepast Leonian's agar, 7 dagen na inoculatie

Microsporum canis (anamorfe vorm) of Nannizzia otae (synoniem: Arthroderma otae) (teleomorfe vorm) is een schimmel die in de hoornlaag van de huid en op het haar voorkomt en een oppervlakkige schimmelinfectie kan veroorzaken. Het is een dermatofyt, die Tinea capitis en Tinea corporis veroorzaakt. Vooral bij katten en honden komt de schimmel veel voor. In zuidelijke landen is 90% van de loslopende dieren besmet met deze schimmel. Ook mensen kunnen na contact met besmette dieren door de schimmel geïnfecteerd raken.
Op een voedingsbodem met aangepast Leonian's agar vormt de schimmel een geel, harig schimmelpluis. Zes dagen na inoculatie is de gele kleur het diepst en vervaagt vervolgens geleidelijk. Sommige isolaten vormen geen gele kleur, groeien abnormaal traag en vormen slecht ontwikkelde macroconidia. Op geslepen rijst krijgen deze isolaten hun normale groei terug. De asymmetrisch spoelvormige, 35-110 × 12-25 µm grote macroconidia hebben vijf of meer tussenschotten en een dikke, ruwe celwand. Microsporum canis produceert ook peervormige tot knuppelvormige microconidia.